# Will (quadrinista)
Wilson André Filho (São Paulo, 2 de abril de 1961), mais conhecido como Will, é um quadrinista brasileiro e um dos fundadores do coletivo de quadrinistas independentes Quarto Mundo e do site de quadrinhos online Petisco. Will começou a trabalhar com ilustração em 1989. Entre os personagens que criou, está o super-herói Sideralman, publicado pela primeira fez em 2001 no fanzine Subterrâneo e o detetive Demetrius Dante, publicado pela primeira vez em 2008 no site Petisco.

Em 2010, ilustrou uma história do Astronauta, roteirizada por Wellington Srbek para o álbum MSP + 50 – Mauricio de Sousa por mais 50 artistas
Em 2011, publicou a HQ independente O louco, a caixa e o homem, roteirizada por Daniel Esteves, que ganhou o Troféu HQ Mix de 2012 na categoria melhor publicação independente de grupo. No mesmo ano, ilustrou a série "Mitos Recriados em Quadrinhos", escrita por Wellington Srbek e publicada pela Editora Nemo.

Em 2012, publicou uma história de Demetrius Dante na Coletânea Petisco, publicada através de financiamento coletivo na Plataforma Catarse., no mesmo ano, ilustrou uma quadrinização de Vinte Mil Léguas Submarinas de Júlio Verne, pela Editora Nemo, que gerou duas sequências: "As Aventuras do Capitão Nemo - Profundezas", roteirizada por Daniel Esteves e "As Aventuras do Capitão Nemo - O Navio Fantasma", roteirizada por Lillo Parra.
Em 2014, publicou um crossover de Sideralman com o Homem-Grilo de Cadu Simões, com roteiros de Simões e desenhos de Will, com as participações de Alexandre Coelho, Samuel Bono, Mario Cau, Juliano Oliveira e Omar Viñole. Ainda em 2014, em parceria com o quadrinista Sam Hart, lançou na Plataforma Catarse, o projeto de financiamento coletivo "2×10!", que contou com a participação de Spacca, que roteirizou uma história desenhada por Will e Cadu Simões, que roteirizou uma história de Hart, a publicação foi lançada na primeira edição da Comic Con Experience.

Em 2016, ganhou o Troféu HQ Mix de melhor publicação independente de edição única pelo álbum Uma Aventura de Verne & Mauá - Mil Léguas Transamazônicas, feito em coautoria com Spacca e publicado através de financiamento coletivo no  site Kickante.
Em 2017, em parceria com Edson Diogo do site Guia dos Quadrinhos, lançou no Catarse um projeto de artbook em homenagem ao centenário do quadrinista Jack Kirby. No mesmo ano, ao lado de Cadu Simões, lança no próprio Catarse, o projeto de financiamento recorrente da webcomic Homem-Grilo & Sideralman.
Em 2018, lançou um projeto no Catarse de uma edição impressa do arco "As Sete Vidas da Gata" de Demetrius Dante, em comemoração aos 10 anos do personagem contendo 30 páginas, sendo 12 delas inéditas, a publicação foi financiada e lançada em maio do mesmo ano. Em junho de 2021, lançou o financiamento de mais uma HQ de Demetrius Dante.